# JS Ec 3/4
Bei den JS Ec 3/4 handelt es sich um eine Bauform des Dampfloktyps Mogul der ehemaligen Jura-Simplon-Bahn (JS). In der Bauform Ec 3/4 wurden insgesamt 37 Lokomotiven gebaut: JS 12 Stück; Serie 601-612, Nachbau SBB 17 Stück; Serie 6513–6529 und BN 8 Stück; Serie 1–8). Die Lokomotiven der Bern-Neuenburg-Bahn (BN) erhielten aufgrund der höheren Geschwindigkeit den Index b anstelle des c.
Von den 17 durch die SBB bestellten Lokomotiven des Typs Ec 3/4, Serie 6513–6529, wurden 15 Lokomotiven zu verlängerten Lokomotiven des Typs Ec 3/5, Serie 6601–6615, umgebaut.
Nach Auslösen der kriegsbedingten Reserve und aufgrund des Überbestands an Dampflokomotiven nach Ende des Zweiten Weltkriegs, wurden acht Lokomotiven des Typs Ec 3/4 und insgesamt nicht weniger als 42 Dampflokomotiven der SBB in die Niederlande an die Niederländische Staatsbahn verkauft.
Alle 37 Lokomotiven des Typs Ec 3/4, Ec 3/5 und Eb 3/4, inklusive den acht in die Niederlande verkauften Lokomotiven des Typs Ec 3/4, sind inzwischen ausrangiert und abgebrochen.
Die Lokomotiven der Bauarten Ec 3/4 der Gotthardbahn und Jura neuchâtelois, SLM Ed 3/4 sowie der Ec 3/5 der Thunerseebahn, sind nicht Teil dieses Artikels.

## Bauart Ec 3/4 Typ JS

### Geschichte
Als Ersatz für die 3/3 gekuppelten Tenderlokomotiven aus Mulhouse (André Koechlin & Cie und SACM), gab die JS um die Jahrhundertwende der Schweizer Industrie einen Auftrag zum Bau von zwölf leistungsstarken Lokomotive mit drei Antriebsachsen für den Vorspann- und Personenzugdienst. Die Schweizerische Lokomotiv- und Maschinenfabrik in Winterthur baute darauf den JS-Loktyp Ec 3/4, vorderhand B3, Serie 601–612 genannt. Im Bestand der SBB fiel die Bezeichnung dieser Lokomotiven gemäss dem neuen Bezeichnungssystem auf Ec 3/4. Die Nummerierung dieser Lokomotiven fiel auf die Serie 6501–6512.
Dieser Lokomotivtyp diente 1901 als Vorbild für acht, den Gegebenheiten der Bern-Neuenburg-Bahn angepassten, leicht schnelleren Lokomotiven der Bauart Eb 3/4, Seite 1–8. 1904 wurden von den SBB 17 weitere identische Lokomotiven des Typs Ec 3/4 bestellt.

### Konstruktion
Die Tenderlokomotiven des Typs JS Ec 3/4 entsprachen ziemlich genau den Abmessungen der JN-Lokomotiven Ec 3/4 von 1897. Bei der Dampfmaschine handelte es sich um eine Nassdampf-Zwillingsmaschine, welche mit einem Dampfdruck von 12 Atmosphären (12,159 bar) arbeitete. Der Kessel wurde mit einem Sicherheitsventil Typ Ramsbottom ausgestattet.
Das Triebwerk war als Aussentriebwerk ausgebildet. Der Antrieb erfolgte auf die mittlere der drei gekuppelten Achsen. Die Steuerung erfolgte nach System Walschaerts. Die Zylinder wiesen einen Durchmesser von 420 mm auf. Auf den Schieberkästen befinden sich Ricour-Saugventile, welche ein Vakuum im Zylinder verhindern und dadurch besseren Leerlauf der Dampfmaschine erlauben.
Fünf Lokomotiven dieser Serie wurden mit dem Langer’schen Rauchverbrenner und acht Lokomotiven mit dem vereinfachten SBB-Rauchverbrenner ausgerüstet. Die vorauslaufende Bissel-Laufachse wies einen Durchmesser von 850 mm auf und wurde mittels eines Pendellenker in die Mittellage rückgestellt.
Da die Lokomotiven nur einseitig mit einer Laufachse versehen wurden, mussten sie – wo möglich – an den Endbahnhöfen auf einer Drehscheibe abgedreht werden. Wo dies nicht möglich war, fuhr die Lok rückwärts – und mit den Triebachsen voran – zurück. Dies führte unweigerlich zu einem unruhigen Lauf und einer erhöhten Abnutzung von Rad und Schiene.
Die Lokomotiven waren von Beginn an mit Westinghouse-Druckluftbremsen ausgestattet und besassen sechsklötzige Triebradbremsen. Im Verlauf der Karriere wurden die Lokomotiven 6502, 6510–6512 mit einer direkt wirkenden Rangierbremse ausgestattet, welche allerdings nur auf die Lok wirkte. Die 12 Ec 3/4 6501–6512 wurden zusätzlich mit einem Exterhebel versehen.
Das Führerhaus wurde ringsum in geschlossener Bauweise ausgeführt. Der Sanddom befand sich auf dem Kessel, dessen Betätigung der Steuervorrichtung mit Handzug erfolgte.
Der Achsdruck dieses Loktyps lag bei 15 t. Die Belastungsnorm für diesen Loktyp betrug 140 t – 300 t für Personenzüge auf 0 - 25 ‰ Steigung und 160 t – 800 t für Güterzüge. Die Lokomotiven erbrachten eine Leistung von 500 PS bei 25 km/h.
Die JS konnte die Ec 3/4 zum Stückpreis von CHF 61‘000.— erwerben.

### Einsatz
Die unter Flagge der JS zogen die der Serie 601–612 zugeteilten Tenderlokomotiven zuerst auf dem normalspurigen Netz der JS, und nach Übernahme der JS durch die SBB ab 1902, Personenzüge gemäss der Depotzuteilung auf dem Netz der Schweizerischen Bundesbahnen SBB.

### Verbleib
Die 12 Ec 3/4 der ehemaligen Jura-Simplon-Bahn wurden zwischen 1934 und 1955 ausrangiert. Während acht Lokomotiven 1945 in die Niederlande verkauft wurden, fielen die übrigen Lokomotiven dieser Serie dem Schneidbrenner zum Opfer. Auch die acht an die NS verkauften Ec 3/4 wurden 1948–1949 verschrottet.
| JS-Nummer | SBB-Nummer | Fabriknummer | Baujahr | Kreiszuteilung | Werkstätte  | Überhitzer | Ausrangiert | Verbleib                                                                       |
| --------- | ---------- | ------------ | ------- | -------------- | ----------- | ---------- | ----------- | ------------------------------------------------------------------------------ |
| 601       | 6501       | 1294         | 1900    | II             | Biel/Bienne | 1927       | 1934        | Abbruch                                                                        |
| 602       | 6502       | 1295         | 1900    | II             | Biel/Bienne | 1929       | 1947        | Abbruch                                                                        |
| 603       | 6503       | 1296         | 1900    | II             | Biel/Bienne | –          | 1943        | 1945 Verkauf an die Nederlandse Spoorwegen Einsatz als NS 5601 1949 Abbruch    |
| 604       | 6504       | 1297         | 1900    | II             | Biel/Bienne | –          | 1943        | 1945 Verkauf an die Nederlandse Spoorwegen NS Einsatz als NS 5602 1949 Abbruch |
| 605       | 6505       | 1298         | 1900    | II             | Biel/Bienne | –          | 1943        | 1945 Verkauf an die Nederlandse Spoorwegen NS Einsatz als NS 5603 1949 Abbruch |
| 606       | 6506       | 1299         | 1900    | II             | Biel/Bienne | –          | 1945        | 1945 Verkauf an die Nederlandse Spoorwegen NS Einsatz als NS 5604 1949 Abbruch |
| 607       | 6507       | 1300         | 1900    | II             | Biel/Bienne | –          | 1943        | 1945 Verkauf an die Nederlandse Spoorwegen NS Einsatz als NS 5605 1949 Abbruch |
| 608       | 6508       | 1301         | 1900    | II             | Biel/Bienne | –          | 1943        | 1945 Verkauf an die Nederlandse Spoorwegen NS Einsatz als NS 5606 1948 Abbruch |
| 609       | 6509       | 1302         | 1900    | II             | Biel/Bienne | –          | 1943        | 1945 Verkauf an die Nederlandse Spoorwegen NS Einsatz als NS 5607 1948 Abbruch |
| 610       | 6510       | 1303         | 1900    | I              | Biel/Bienne | 1934       | 1945        | Abbruch                                                                        |
| 611       | 6511       | 1304         | 1900    | I              | Biel/Bienne | –          | 1943        | Abbruch                                                                        |
| 612       | 6512       | 1305         | 1900    | I              | Biel/Bienne | –          | 1945        | 1945 Verkauf an die Nederlandse Spoorwegen NS Einsatz als NS 5608 1948 Abbruch |

## Bauart Ec 3/4 Typ SBB

### Geschichte
Die jungen SBB benötigten zur Ergänzung und zum Ersatz der vergleichsweise schwachen und in die Jahre gekommenen Lokomotiven der eingegliederten Bahngesellschaften, weitere leistungsstarke Personenzuglokomotiven. Aufgrund der guten Erfahrungen mit den Ec 3/4 6501–6512, bestellten die SBB bei den SLM schliesslich 17 weitere identische Lokomotiven.

### Konstruktion
Die Konstruktion der Lokomotiven 6513–6529 war identisch mit derjenigen der Serie 6501–6512. Die Lok Nr. 6513 wurde analog den JS-Lokomotiven mit einer direkt wirkenden Rangierbremse ausgestattet, welche ebenfalls nur auf die Lok wirkte. Die Maschine Ec 3/4 Nr. 6526 erhielt während ihrer Laufbahn einen zusätzlichen Exterhebel. Alle Lokomotiven dieser Serie erhielten in den 1920er Jahren einen Schmidt’schen Überhitzer eingebaut. Mit der neu als Heissdampf-Zwillingsmaschine arbeitende Dampfmaschine, konnte eine Brennmaterialersparnis von 20 % erzielt werden.

### Einsatz
Durch ihre relativ hohe Geschwindigkeit und Zugkraft kamen die Lokomotiven im Rayon des zugeteilten SBB-Kreises vor Personenzügen und vorzugsweise auf Nebenstrecken zum Einsatz.

### Verbleib
Als einzige Lok der Serie 5613–5629 wurde die Nr. 5614 verkauft. Sie gelangt im Jahr 1938 an die Bulle-Romont-Bahn und wurde dort als Ec 3/4 Nr. 1 eingesetzt. 1958 erfolgte dann der Abbruch der Lok. Ein Jahr später fiel auch die Lok Nr. 6516 dem Schneidbrenner zum Opfer. Alle übrigen Lokomotiven wurden verlängert und zu Lokomotiven des Typ Ec 3/5 umgebaut.
| SBB-Nummer | Fabriknummer | Baujahr | Kreiszuteilung | Werkstätte  | Überhitzer | Ausrangierung                                                   | Umbau zu Ec 3/5 | … in SBB-Werkstätte | Loknummer nach Umbau |
| ---------- | ------------ | ------- | -------------- | ----------- | ---------- | --------------------------------------------------------------- | --------------- | ------------------- | -------------------- |
| 6513       | 1615         | 1904    | I              | Biel/Bienne | 1928       |                                                                 | 1928            | Biel/Bienne         | 6615                 |
| 6514       | 1616         | 1904    | I              | Biel/Bienne | 1926       | 1933 1945 Verkauf an die Bulle – Romont Bahn Nr. 1 1958 Abbruch |                 |                     |                      |
| 6515       | 1617         | 1904    | I              | Biel/Bienne | 1924       |                                                                 | 1928            | Biel/Bienne         | 6614                 |
| 6516       | 1618         | 1904    | I              | Biel/Bienne | 1926       | 1959                                                            |                 |                     |                      |
| 6517       | 1736         | 1906    | I              | Biel/Bienne | 1927       |                                                                 | 1927            | Biel/Bienne         | 6613                 |
| 6518       | 1737         | 1906    | I              | Biel/Bienne | 1926       |                                                                 | 1926            | Biel/Bienne         | 6612                 |
| 6519       | 1738         | 1906    | I              | Biel/Bienne | 1926       |                                                                 | 1926            | Biel/Bienne         | 6611                 |
| 6520       | 1739         | 1906    | I              | Biel/Bienne | 1925       |                                                                 | 1925            | Rorschach           | 6607                 |
| 6521       | 1740         | 1906    | I              | Biel/Bienne | 1925       |                                                                 | 1925            | Rorschach           | 6606                 |
| 6522       | 1874         | 1907    | I              | Biel/Bienne | 1926       |                                                                 | 1926            | Biel/Bienne         | 6609                 |
| 6523       | 1875         | 1907    | I              | Biel/Bienne | 1926       |                                                                 | 1926            | Biel/Bienne         | 6610                 |
| 6524       | 1980         | 1909    | IV             | Rorschach   | 1926       |                                                                 | 1926            | Biel/Bienne         | 6608                 |
| 6525       | 1981         | 1909    | IV             | Rorschach   | 1924       |                                                                 | 1924            | Rorschach           | 6604                 |
| 6526       | 1982         | 1909    | IV             | Rorschach   | 1924       |                                                                 | 1924            | Rorschach           | 6605                 |
| 6527       | 2068         | 1910    | I              | Biel/Bienne | 1923       |                                                                 | 1923            | Rorschach           | 6602                 |
| 6528       | 2069         | 1910    | I              | Biel/Bienne | 1927       |                                                                 | 1922            | Rorschach           | 6601                 |
| 6529       | 2070         | 1910    | I              | Biel/Bienne | 1923       |                                                                 | 1923            | Rorschach           | 6603                 |

## Bauart Ec 3/5 Typ SBB

### Geschichte
Nach aufschlussreichen Versuchsfahrten während ca. eines Monats im Jahre 1921 auf der Tösstalbahn mit einer Lok der Gürbetalbahn des Typs Ec 3/5, bauten die SBB 15 Lokomotiven der Serie 6513–6529 auf die erstgenannte Bauform um.

### Konstruktion
Mit Einbau des Schmidt’schen Überhitzers arbeitete die Dampfmaschine nunmehr als Heissdampf-Zwillingsmaschine. Der Kasten wurde zwecks Aufnahme eines vergrösserten Kohletenders und einer zweiten Bissel-Laufachse verlängert. Die Bisselachse stammte von anderen ausrangierten Dampfloks und wurde unter dem Kohlekasten angeordnet. Ein Ausgleichshebel wurde zwischen Tragfeder der Bisselachse und der hintersten Kuppelachse eingebaut. Zudem wurden alle 15 Lokomotiven zusätzlich zur automatischen Bremse mit einer Regulierbremse ausgestattet. Der Achsdruck senkte sich bei den neuen Lokomotiven Ec 3/5 der Serie 6601–6615 auf 13 t.
Die Belastung dieser Lokomotiven lag bei 200 t für Personenzüge und 390 t Güterzüge auf 10 ‰ Steigung. Auf der Tösstallinie mit 30 ‰ Steigung lag die Belastung bei 105 t. Dank dem Einsatz des Schmidt’schen Überhitzers konnte eine Brennmaterialersparnis von 20 % erzielt werden.
Im Jahre 1929 wurden die Loks Nrn. 6608 und 6609 mit Abdampfinjektor versehen. Da sich diese Injektoren nicht bewährten, wurden sie 1932 und 1933 wieder entfernt. Zwischen
1931 und 1934 wurde der Kohlekasten mit Aufsätzen auf 5 t Fassungsvermögen vergrössert.

### Einsatz
Das Hauptgebiet dieser Lokomotiven waren steigungsreiche Nebenlinien mit schwächerem Oberbau. Dank der zusätzlichen Achse und der gesamtheitlichen Symmetrie, konnten die Lokomotiven Ec 3/5 auch rückwärts mit 65 km/h verkehren. Ein Abdrehen der Lokomotiven auf den Endbahnhöfen war nicht mehr notwendig. Diese Loks haben sich im Betrieb bestens bewährt.

### Verbleib
Alle 15 Lokomotiven wurden zwischen 1946 und 1961 ausrangiert und abgebrochen.
| SBB-Nummer | Fabriknummer (Ec 3/4) | Umbau aus Ec 3/4 Nr. | Umbaujahr | Kreiszuteilung | Werkstätte  | Überhitzer | Ausrangierung | Verbleib |
| ---------- | --------------------- | -------------------- | --------- | -------------- | ----------- | ---------- | ------------- | -------- |
| 6601       | 2069                  | 6528                 | 1922      | IV             | Rorschach   | 1927       | 1954          | Abbruch  |
| 6602       | 2068                  | 6527                 | 1923      | IV             | Rorschach   | 1923       | 1957          | Abbruch  |
| 6603       | 2070                  | 6529                 | 1923      | IV             | Rorschach   | 1923       | 1961          | Abbruch  |
| 6604       | 1981                  | 6525                 | 1924      | IV             | Rorschach   | 1924       | 1950          | Abbruch  |
| 6605       | 1982                  | 6526                 | 1924      | IV             | Rorschach   | 1924       | 1950          | Abbruch  |
| 6606       | 1740                  | 6521                 | 1925      | IV             | Rorschach   | 1925       | 1961          | Abbruch  |
| 6607       | 1739                  | 6520                 | 1925      | IV             | Rorschach   | 1925       | 1952          | Abbruch  |
| 6608       | 1980                  | 6524                 | 1926      | I              | Biel/Bienne | 1926       | 1958          | Abbruch  |
| 6609       | 1874                  | 6522                 | 1926      | I              | Biel/Bienne | 1926       | 1954          | Abbruch  |
| 6610       | 1875                  | 6523                 | 1926      | I              | Biel/Bienne | 1926       | 1959          | Abbruch  |
| 6611       | 1738                  | 6519                 | 1926      | I              | Biel/Bienne | 1926       | 1959          | Abbruch  |
| 6612       | 1737                  | 6518                 | 1926      | I              | Biel/Bienne | 1926       | 1950          | Abbruch  |
| 6613       | 1736                  | 6517                 | 1927      | I              | Biel/Bienne | 1927       | 1946          | Abbruch  |
| 6614       | 1617                  | 6515                 | 1928      | I              | Biel/Bienne | 1924       | 1949          | Abbruch  |
| 6615       | 1615                  | 6513                 | 1928      | I              | Biel/Bienne | 1928       | 1949          | Abbruch  |

## Bauart Eb 3/4 Typ BN

### Geschichte
Gleichzeitig und nach gleichen Abmessungen wie die Lokomotiven JS Ec 3/4 wurden die ersten BN Ed 3/4 gebaut. Aufgrund der Normen der Bern-Neuenburg-Bahn, welche denen einer Nebenbahn und nicht einer Vollbahn entsprachen, waren Anpassungen notwendig. Der Achsdruck war unter anderem abzusenken. Da die Lokomotive eine Geschwindigkeit über 65 km/h erreichten, wurde der Index b anstelle c in der Bezeichnung angewendet.

Währenddem der Stückpreis die ersten Maschinen der Serie 1–8 CHF 53‘400.— betrug, schlugen die letzten Maschinen mit einem Preis von CHF 60‘000.— zu Buche.

### Konstruktion
Gegenüber der Lokomotiven des Typs JS Ec 3/4 fielen die Eb 3/4 1–8 der BN durch Einsparungen am Rahmen und Reduktion leichter aus. Der Achsdruck fiel auf insgesamt 42 t. Jedoch wurden die Triebräder grösser ausgebildet (1520 mm) und die Zylinder der erhöhten Maschinenleistung angepasst (Durchmesser 450 mm). Bei den Eb 3/4 waren die Kolbenstangen vorne durchgeführt. Mit 12 atm (12,159 bar) Dampfdruck erreichten die Lokomotiven bei 40 km/h eine Leistung von 800 PS.

### Einsatz
Die Lokomotiven kamen hauptsächlich vor Personen- und Güterzügen zum Einsatz. Da sie bei Revisionen an den Lokomotiven Ea 3/6 31–32 für deren Leistungen einspringen mussten, wurden die Eb 3/4 häufig überbeansprucht.

### Verbleib
Mit Elektrifikation der BN 1928 wurden die Eb 3/4 entbehrlich. 1928 wurden bis auf die Lok 6 alle übrigen Eb 3/4 ausrangiert. Für Letztere schlug 1937 ihr letztes Stündchen. Lok 4 wurde an die Huttwil-Wolhusen-Bahn verkauft, behielt dort ihre Nummer und wurde 1937 schlussendlich ausrangiert. Die Lokomotiven Nrn. 4 und 6 gelangten im selben Jahr als Schrott nach Italien.
| BN-Nummer | Fabriknummer | Baujahr | Ausrangiert | Verbleib                                                                                    |
| --------- | ------------ | ------- | ----------- | ------------------------------------------------------------------------------------------- |
| 1         | 1278         | 1900    | 1928        | Abbruch                                                                                     |
| 2         | 1279         | 1900    | 1928        | Abbruch                                                                                     |
| 3         | 1280         | 1900    | 1928        | Abbruch                                                                                     |
| 4         | 1281         | 1900    | 1928        | 1930 Verkauf an die Huttwil-Wolhusen-Bahn, dort Nr. 4 1937 Verkauf als Schrott nach Italien |
| 5         | 1282         | 1900    | 1928        | Abbruch                                                                                     |
| 6         | 1283         | 1900    | 1937        | Verkauf als Schrott nach Italien                                                            |
| 7         | 1443         | 1902    | 1928        | Abbruch                                                                                     |
| 8         | 1658         | 1905    | 1928        | Abbruch                                                                                     |